# Upplands runinskrifter 849
Upplands runinskrifter 849 är en nu försvunnen vikingatida runsten som tidigare satt inmurad i Balingsta kyrkas vapenhus, Balingsta socken och Uppsala kommun.
Även om runstenen nu är försvunnen, så är delar av inskriften känd eftersom runstenen avbildades på 1600-talet av bl.a. runologerna Johannes Haquini Rhezelius och Olof Celsius den äldre. Enligt Rhezelius anteckningar är inskriften följande:

## Inskriften
Translitterering av runraden:
[...kul auk hauk| |karþu staf en nasi auk aonutr| |raistu s... ... raisti stuþiþ...is han...]
Normalisering till runsvenska:
[I]gull(?) ok Haukʀ gærðu staf, en Nasi/Næsi ok Anundr ræistu s[tæin] ... ræisti ... ...
Översättning till nusvenska:
Igul(?) och Hök gjorde staven, och Nase och Anund reste stenen .... reste...